# Luciana Vaccaro
Luciana Vaccaro (geboren am 27. August 1969 in Genf) ist eine italienisch-schweizerische Physikerin und seit dem 1. Oktober 2013 Rektorin der Fachhochschule Westschweiz.

## Biografie
Im Alter von drei Monaten zog Luciana Vaccaro nach Neapel in Italien. Nach der Trennung ihrer Eltern, im Alter von 10 Jahren, blieb sie bei ihrem Vater, einem Universitätsprofessor.
Sie machte 1996 ihren Abschluss in Physik an der Universität Federico II in Neapel. Nach einem Praktikum am CERN studierte sie anschließend an der Eidgenössischen Technischen Hochschule Lausanne und promovierte im November 2000 in Mikrotechnik zum Thema lokale Sondenmikroskopie an Lipidmembranen unter der Leitung von Fabienne Marquis Weible.
Von 2000 bis 2006 war sie Oberassistentin am Institut für Nanooptik der Universität Neuenburg im Labor von René Dändliker. Sie war für den Aufbau von Projekten der europäischen territorialen Zusammenarbeit Interreg mit Frankreich zuständig und leitete das Projekt der Sommeruniversität „Highlights in Microtechnology“ in der Mikrotechnik.
Von 2006 bis 2009 war sie für die Leitung eines MAS „Master of Advanced Studies“ am Institut für Gesundheitsökonomie und -management der Universität Lausanne verantwortlich und arbeitete zu Fragen der universitären Ausbildung in der Gesundheitsökonomie.
2009 gründete sie das „Grant Office“ an der École polytechnique fédérale de Lausanne, das die akademische Körperschaft bei der Suche nach Forschungsfinanzierung unterstützen und beraten soll, und leitete es bis 2013.
Am 1. Oktober 2013 wurde sie als erste Frau als Rektorin an die Spitze der Fachhochschule Westschweiz berufen, die 28 Hochschulen in sieben Kantonen mit über 20 000 Studierenden umfasst, davon 5700 in Genf und 7800 im Kanton Waadt. Der Regierungsausschuss bestätigte sie 2017 und 2021 jeweils für eine Amtszeit von vier Jahren in ihrem Amt.
2014 wurde sie zur Präsidentin des Stiftungsrats des Espace des Inventions, eines Wissenschaftsmuseums in Lausanne, ernannt.
Seit 2015 ist sie als Vertreterin der Konferenz der Rektorinnen und Rektoren der Fachhochschulen im Ausschuss des Stiftungsrats des Schweizerischen Nationalfonds zur Förderung der wissenschaftlichen Forschung und seit November 2018 im Verwaltungsrat von Innosuisse, dessen Vizepräsidentin sie seit April 2019 war. Im März 2021 wurde sie zur Präsidentin der Kammer Fachhochschulen bei Swissuniversities ernannt. Im Oktober 2022 wurde sie zur Präsidentin der Rektorenkonferenz der Schweizerischen Hochschulen mit Amtsantritt am 1. Februar 2023 gewählt.
Im November 2022 wurde ihr vom französischen Botschafter in Bern die Medaille de Chevalier de la Légion d’Honneur verliehen.
Laut einer internen Publikation der EPFL beruht ihr Leitsatz auf Leidenschaft und Entschlossenheit.